# Kabaret Koń
Kabaret Koń – polski kabaret działający w latach 1957–1959.
Pierwszy występ kabaretu Koń miał miejsce 31 maja 1957 roku w Teatrze Narodowym w Warszawie. Po przedstawieniu kabaret miał problemy z cenzurą. Oficjalnie kabaret Koń zainaugurował swą działalność 11 stycznia 1958 przedstawieniem w Teatrze Dramatycznym w Warszawie.
Kabaret występował również w Kielcach, Krakowie, Łodzi, Wrocławiu i Poznaniu.

## Twórcy
Autorzy i wykonawcy:
- Jerzy Dobrowolski
- Zdzisław Leśniak
- Mieczysław Czechowicz
- Zbigniew Bogdański
- Wiesław Gołas
- Stanisław Wyszyński (zastąpił Zbigniewa Bogdańskiego)
- Mieczysław Stoor (zastąpił Mieczysława Czechowicza)

Akompaniament przy fortepianie:
- Elżbieta Szczepańska

Opracowanie muzyczne:
- Jerzy Wojciechowski